# Stemmocryptidae
De Stemmocryptidae zijn een zeer kleine familie van wantsen in de infraorde Dipsocoromorpha. De familie werd voor het eerst wetenschappelijk beschreven door Pavel Štys in 1983.

## Uiterlijk
De diertjes hebben kleine oogjes, 4-ledige behaarde antennes en hebben een langgerekt lichaam.

## Voorkomen
De familie is zeldzaam en komt alleen voor in Papoea-Nieuw-Guinea.

## Levenswijze
Er is niet veel bekend over de levenswijze van deze wantsen, behalve dat in lichtvallen gevangen zijn omdat ze af komen op UV-licht.

## Taxonomie
De familie is monotypisch en bevat alleen het geslacht Stemmocrypta met daarin slechts 1 soort, Stemmocrypta antennata, beiden voor het eerst wetenschappelijk beschreven door Štys in 1983.